# 康妮·尼爾森
康妮·英格-麗莎·尼爾森（丹麥語：Connie Inge-Lise Nielsen，1965年7月3日—），丹麥女演員。
她參演的首部英語電影為1997年的《魔鬼代言人》，後來於雷利·史考特所執導的《神鬼戰士》（2000年）中的演出使她獲得了在國際的知名度。其他著名作品如《火星任務》（2000年）、《不速之客》（2002年）、《特種部隊》（2003年）、《獵殺》（2003年）、《老大凍未條》（2005年）、《西雅圖聖戰》（2007年）、《性愛成癮的女人》（2013年）、《神力女超人》（2017年）、《正義聯盟》（2017年）、和《無名弒》（2021年）。
2011年至2012年間，尼爾森在Starz頻道的電視劇《風雲市長》中飾演梅瑞狄斯·凱恩一角；2014年，在電視劇《殺手信徒》第二季中擔任主演。至2024年，尼爾森回歸演出《神鬼戰士2》。

## 早期生活
尼爾森出生於腓特烈港，並在埃靈長大。父親班特·尼爾森（Bent Nielsen）是一名公車司機，而母親則從事保險業務和音樂評論家。她是名摩門教徒。尼爾森常跟著母親到地方歌劇團等地方工作。18歲時，她前往法國的巴黎，在那擔任演員和模特兒；這使她能更進一步地就讀義大利首都羅馬的戲劇學校，並在米蘭短笛劇院中參與演出。她住在義大利多年後搬到了美國，並就此定居。

## 外部連結
- 康妮·尼爾森在互联网电影资料库（IMDb）上的資料（英文）